# Dottor Sivana
(Dottor Sivana nel film Shazam!)
Il dottor Thaddeus Bodog Sivana, noto semplicemente come il Dottor Sivana, è un personaggio immaginario e supercriminale dei fumetti. Creato dal Bill Parker e C.C. Beck, apparve per la prima volta come opposto di Capitan Marvel in Whiz Comics n. 2 (febbraio 1940) della Fawcett Comics. Sivana si stabilì subito come uno dei tre arcinemici di Capitan Marvel (tra cui Mr. Mind e Black Adam) e frequente antagonista, un ruolo che mantiene tutt'oggi nelle sue comparse nei fumetti della DC Comics, che acquistò i diritti dei personaggi della Fawcett.
Nel 2009, il Dottor Sivana è stato classificato come 82° miglior cattivo dei fumetti di tutti i tempi dal sito IGN. C. C. Beck ha detto che Parker ha creato il nome di Sivana combinando il nome del dio indiano Śiva con la parola "nirvana".

## Biografia del personaggio
Sivana si autodefinisce uno scienziato pazzo, piccolo e pelato con il gusto di sviluppare nuove tecnologie. Complotta sempre di farla finita con Capitan Marvel e la Famiglia Marvel, ma i suoi piani vengono sempre sventati. La sua frase preferita è Maledizione! Ho fallito ancora! e la sua risata beffarda Heh! Heh! Heh!. Ha inoltre inventato il nomignolo "Il Ragazzone in Rosso" (in inglese "Big Red Cheese") per riferirsi a Capitan Marvel, un nome che gli amici del Capitano usano scherzosamente per stuzzicarlo.
Secondo Le origini di Sivana (Whiz Comics n. 15, marzo 1941), il Dottore cominciò con le migliori intenzioni, con idee scientifiche progressive che potevano cambiare l'industria ma furono respinte da chiunque lui si avvicinasse. Deriso dalla società, Sivana portò la sua famiglia sul pianeta Venere, su cui stette finché i suoi figli non crebbero e la Terra non era come l'aveva lasciata. Durante il periodo che passò "all'estero", lottando per domare la giungla venusiana, Sivana diventò più cattivo.
Il Sivana della Golden Age, era un uomo due volte vedovo con quattro figli: i buoni e adulti Beautia e Magnificus e i malvagi teenager Georgia e Thaddeus Jr. (alias Sivana Jr.). Sivana Jr. e Georgia costituirono la super cattiva Famiglia Sivana, la controparte cattiva della Famiglia Marvel. Magnificus e Beautia, tuttavia, non erano nemici dei Marvel; infatti Beautia aveva una cotta non corrisposta per Capitan Marvel (lei non sa che in realtà il Capitano è Billy Batson).
La Famiglia Sivana fu cancellata dall'esistenza durante Crisi sulle Terre infinite, ma grazie all'Ora Zero, sia Beautia che Magnificus (insieme alla loro madre Venus Sivana) furono riportati alla vita. Come risultato di Crisi Infinite, anche Georgia e Thaddeus Jr. furono resuscitati.

## Fawcett Comics e la DC Comics pre-Crisis
Il Dottor Sivana apparve in oltre metà delle pubblicazioni di Capitan Marvel della Golden Age, dopo aver scoperto la doppia identità di Capitan Marvel come il ragazzo speaker in radio Billy Batson. Nonostante sia brillante, anche se cattivo, come scienziato, Sivana utilizzò tutte le sue invenzioni in tutti i modi possibili contro i Marvel. Insieme alla Famiglia Marvel, Sivana entrò nel limbo del 1953 quando la DC Comics fece causa alla Fawcett Comics di aver illegalmente copiato il personaggio di Superman nella creazione di Capitan Marvel.
Nel 1972, la DC Comics acquistò i diritti sui personaggi di Capitan Marvel, rilanciandoli in una nuova testata, Shazam!, il febbraio successivo.
I vent'anni di assenza di Capitan Marvel e relativi personaggi del fumetto fu spiegato come il risultato della Famiglia Sivana di intrappolare i Marvel in una sfera di Sospensione, in cui i supereroi sarebbero rimasti in orbita nello spazio fino al 1973, in animazione sospesa. Il problema fu che anche la Famiglia Sivana rimase intrappolata nel loro stesso piano.

## Ultime apparizioni
Nella serie limitata di Jeff Smith, del 2007, Shazam! La Società dei Mostri del Male, Sivana viene introdotto come il nuovo Ministro della Guerra degli Stati Uniti. Mentre ostenta i suoi sforzi di lotta al terrorismo, Sivana è più interessato alla tecnologia dei mostri robot inventati, e portati sulla Terra, da Mr. Mind, al fine di usarle come armi da cui trarre profitto. Purtroppo per lui viene visto in TV mentre getta Mary Marvel giù dalla sommità di uno di questi robot giganti e viene quindi arrestato. La serie è un'aperta critica all'amministrazione Bush e alla Guerra al Terrorismo.

## Altri media

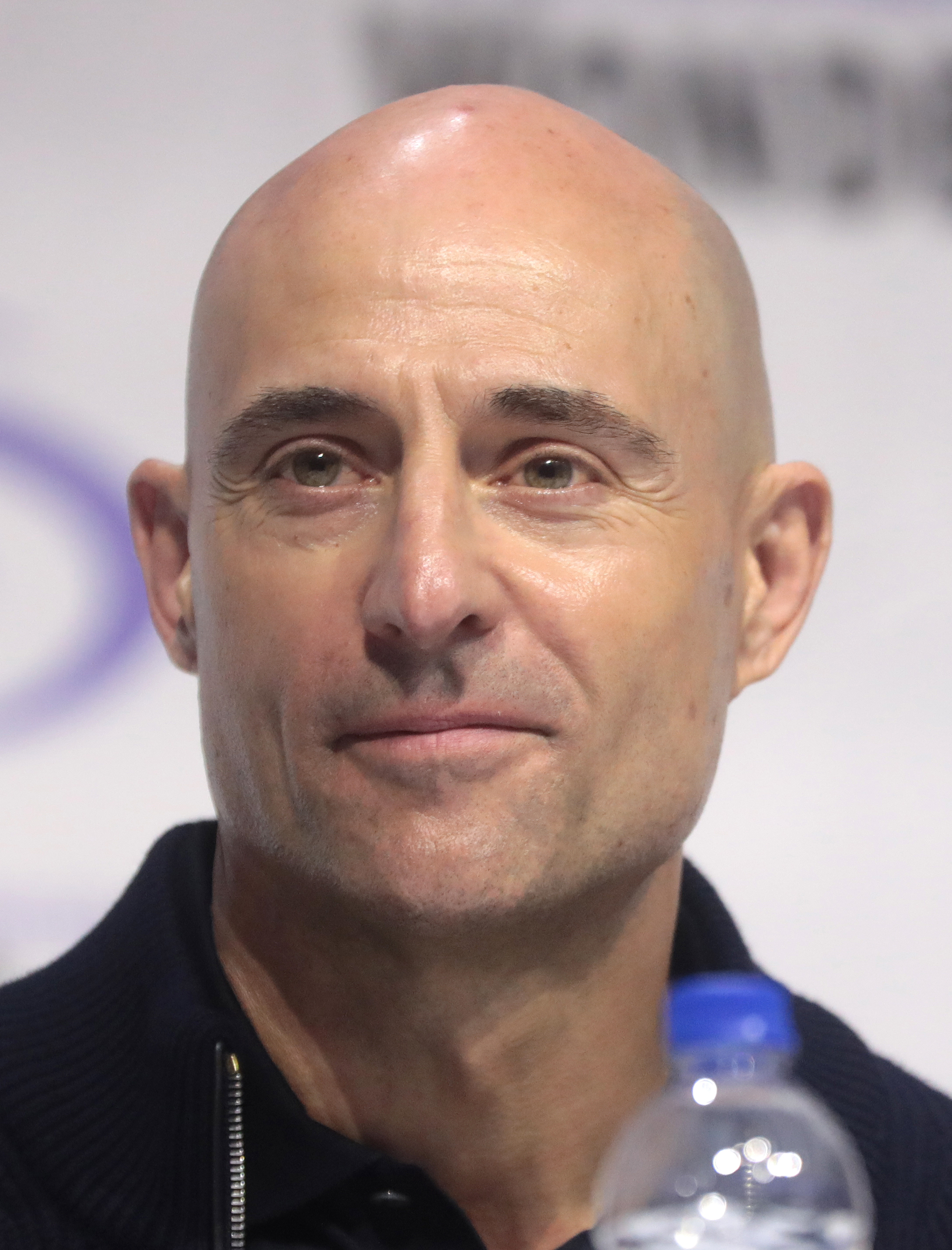
Mark Strong interpreta il dottor Sivana nei film Shazam! e Shazam! Furia degli dei

### Cinema
- Il dottor Thaddeus Sivana è l'antagonista principale del film Shazam! (2019), interpretato da Mark Strong (l'attore che ha interpretato l'ex Lanterna Verde Sinestro).[5]
- Il personaggio riappare in una scena dopo i titoli di coda nel sequel Shazam! Furia degli dei (2023), interpretato dallo stesso attore Mark Strong.

#### Film d'animazione
- Il Dottor Sivana appare nel film d'animazione Justice League: Gods and Monsters (2015).
- Il personaggio compare nel film d'animazione LEGO DC: Shazam - Magic & Monsters (2020).

### Televisione
- Il Dottor Sivana è apparso nelle serie animate I Superamici e Batman: The Brave and the Bold.
- Il dottor Sivana è apparso anche nei due special televisivi intitolati Legends of the Superheroes, interpretato da Howard Morris.